# هندسة الواجهات
تعتبر واجهات المباني من أكبر وأهم عناصر الجمالية العامة والأداء التقني للمبنى. هندسة الواجهات هي فن وعلم حل القضايا الجمالية والبيئية والهيكلية لتحقيق التغطية الفعالة للمباني.
شركات متخصصة عكفت على هذا القطاع المتخصص في صناعة البناء والهندسة تعمل ضمن الأقسام التقنية لشركات تصنيع الواجهات. بشكل عام، مهندسو الواجهات مؤهلون بشكل خاص في مجال هندسة الواجهات ويعمل المستشارون مع فريق التصميم في مشاريع البناء منالمهندسين المعماريين وأصحاب المباني ومديري الإنشاءات ومصنعي المنتجات.
يجب على مهندسي الواجهات النظر في جوانب مثل التصميم، والتصديق، والتصنيع والتركيب لواجهات المبنى فيما يتعلق بأداء المواد، والمظهر الجمالي، والسلوك الهيكلي، ومقاومة الطقس، والسلامة والخدمية، والأمن، والصيانة، والقدرة على البناء. ستشمل مجموعة المهارات أمورًا مثل ديناميكيات الموائع الحاسبية، ونقل الحرارة من خلال الإنشاءات ثنائية وثلاثية الأبعاد، وسلوك المواد، ومنهجيات التصنيع، والهندسة الإنشائية، واللوجستيات.
بمرور الوقت، ستتجاوز المهارات المتخصصة اللازمة في هذا القطاع المتخصص قدرات المهندسين المعماريين والمهندسين الإنشائيين والميكانيكيين حيث تصميم المباني بمزيد من التعقيد وباستخدام نمذجة معلومات البناء (BIM).
تعتبر واجهات المباني من أكثر العناصر تكلفة وربما الأكثر خطورة في أي مشروع كبير. تاريخيا واجهات المباني لديها أعلى نسب من الفشل في أي من أجزاء المبنى، والضغط من أجل التغيير والتكيف بسبب احتياجات الأداء البيئي والطاقة أعظم من أي عنصر آخر في المبنى. نتيجة لذلك، أصبحت هندسة الواجهات علمًا في حد ذاتها.
في المملكة المتحدة، الهيئة المختصة المرتبطة بهذه الصناعة هي جمعية هندسة الواجهات. المؤهلات في هندسة الواجهات المعترف بها من قبل جمعية هندسة الواجهات والمؤهلات المهنية الدولية تشمل ماجستير في هندسة الواجهات. قد يكون هذا من جامعة باث. جامعة ديلفت التقنية أو جامعة مدرسة ديتمولد للهندسة المعمارية والتصميم الداخلي (Detmolder Schule fur Architektur und Innenarchitekter Hochschule) أو مؤهلات أخرى تُراجع من قبل لجنة العضوية.